# Kano Pillars
Kano Pillars este un club de fotbal profesionist nigerian cu sediul în Kano, partea de nord-vest a Nigeriei. Echipa evoluează în prima ligă, primul eșalon fotbalistic din Nigeria.

## Istoria clubului
Clubul a fost fondat în 1990 ca urmare a fuziunii a trei cluburi locale: WRECA FC, Kano Golden Stars FC și Bank of the North FC, de către Alhaji Ibrahim Galadima, fostul președinte al Asociației de Fotbal din Nigeria și fost comisar sportiv al Kano. Kano a fost în fruntea fotbalului nigerian din 2007. În acești ani, a câștigat de patru ori campionatul nigerian și o cupă în 2019, mai are în palmares o cupă câștigată în 1953.
Clubul a participat de cinci ori în Liga Campionilor CAF, cea mai mare realizare în această competiție a fost semifinalele din 2009. „Ahly Killers” a devenit noua porecla al clubului, datorită a două goluri magnifice, marcate în deplasare, în al doilea tur de calificare pentru grupele Ligii Campionilor din zona Africii, pe terenul celei mai titrate echipe din această competiție Al Ahly, scor finala 2 - 2, în tur, în Nigeria scorul s-a terminat 1 - 1.
Echipa a retrogradat temporar timp de un an în 1994 și, după o altă retrogradare în 1999. Au fost retrogradați din NPFL la 16 iulie 2022, în urma confirmării unui verdict împotriva lor pentru deducerea a 3 puncte, în ciuda unui recurs pe care comisia NFF a ignorat-o împotriva plângerii lor. Verdictul asupra lor a fost o penalizare pentru ceea ce-a făcut fostul lor președinte de a se împotrivi oficialilor în întâlnirea lor cu Dakkada FC.
Jucătorii vedete din istoria clubului includ Abiodun Baruwa, Sani Kaita, Ahmed „Yaro Yaro” Garba și Ahmed Musa, care au jucat și pentru cluburi europene în cariera lor. Baruwa a jucat pentru FC Sion și Sturm Graz între 1997 și 2001. Între 2002 și 2004, Garba a fost folosit în numeroase jocuri pentru echipa de rezervă a Borussiei Dortmund. Sani Kaita, care mai târziu a jucat pentru Sparta Rotterdam în Țările de Jos. Un alt jucător proeminent este Ahmed Garba cunoscut ca „Yaro Yaro”, care joacă pentru prima echipa daneză Akademisk Boldklub, iar un jucător remarcabil de la Kano Pillars este Ahmed Musa, care a jucat pentru Leicester City, după ce s-a alăturat de la clubul CSKA Moscova din Rusia.
Pe 6 martie 2015, jucătorii Muhammad Gambo, Murtala Adamu, Moses Ekpai și internaționalii Reuben Ogbonnaya și Eneji Otekpa au fost răniți de împușcături într-un atac asupra autobuzului echipei.

## Palmares
| Național         | Competiții     | Cea mai bună clasare | Sezoane                |
| ---------------- | -------------- | -------------------- | ---------------------- |
| Național         | Premier League | Campioni             | 2008, 2012, 2013, 2014 |
| Național         | Premier League | Locul :              | 2010                   |
| Național         | Cupa           | Campioni             | 1953, 2019             |
| Național         | Cupa           | Finalistă :          | 1954, 1991, 2018       |
| Național         | Spercupa       | Finalistă :          | 2008                   |
| CAF              |                |                      |                        |
| Liga Campionilor | Semifinale     | 2009                 |                        |

## Performanță în competițiile CAF
- Liga Campionilor CAF : 6 prezențe

| 2009 : Semifinale 2011 : Prima rundă | 2013 : Prima rundă 2014 : Runda preliminară | 2015 : Prima rundă 2020 : Runda preliminară |